# アタック★オン
『アタック★オン』は、おおばやしみゆきによる日本の漫画作品。『ちゃお』（小学館）にて、1996年5月号から同年12月号まで連載された。単行本は全2巻。

## あらすじ
加納あかりは、小学校6年間のバレーボール経験を生かし、中学でもエースアタッカーになることを夢見て奈美丘中学バレー部に入部。しかし、同じくバレー部に入った同じクラスの新条ゆうきは、全くのバレー初心者ながら、抜群の運動能力と高い身長でアタッカーの才能を見せる。なんとしてもアタッカーの座を譲りたくないあかりは躍起になるが、マネージャーにセッターへの転向を勧められ愕然とする。しかし、やがてゆうきの才能を認め、アタッカーからセッターへ転向し、ゆうきとコンビを組むことを決めるのだった。

## 主な登場人物
加納 あかり（かのう あかり）
主人公。奈美丘中学1年生。小学校の6年間バレー部に所属しており、努力の末エースアタッカーの座を掴む。中学でもアタッカー志望でバレー部に入部するが、アタッカーとなった新条ゆうきをサポートするセッターへと転向する。
明るいが気が強い性格で、非常に負けず嫌い。ライバルのゆうきとはケンカばかりしている。運動神経が良くバレー以外のスポーツも得意。バレーがとにかく大好きで、バレーのための努力は決して厭わない。本編中、「『ちゃお』にあるまじき事態」や「このまんがはバレーまんがだし」といったメタフィクション的な発言をすることがある。
長年の努力で勝ち取ったアタッカーへの情熱は並々ならぬものがあり、ゆうきにアタッカーの座を譲ることを絶対に認めず、初心者のゆうきにバレーを教えることを拒み続けてきた。しかし自分の才能の限界を悟り、またゆうきとコンビを組んだ試合の楽しさを知り、ゆうきの才能を認めてゆうきにスパイクのコツを伝授する。やがてゆうきとは最強のコンビとなる。
選手ではないにも関わらずバレーの知識と才能を持つマネージャーを気にするうちに、マネージャーに恋をしていることに気づく。
新条 ゆうき（しんじょう ゆうき）
あかりと同じクラスの少女。170センチ近い身長と抜群の運動神経を持ち、初心者ながら奈美丘中学バレー部のエースアタッカーとなる。
裏表がなく非常にマイペースな性格で、感情が表情に出ることもほとんどない。まわりにはクールな人物だと思われ憧れの的だが、変わった漫画を真剣に読んでいたり、『ドラえもん』の再放送を見るために早く帰宅したりする変人。あかり曰く「考えなしのバカ」で、褒めているつもりで無神経にも取れる言葉を人に投げかけたりもする。友人を作る気はないようで、クラスではあかりのこと以外覚えておらず、バレー部の先輩の顔すらほとんど覚えていない。
スポーツは全くやったことがなかったが、入学後に同じクラスとなったあかりがバレーへの情熱を語っているのを見て、バレーに興味を持ち入部した。その後スポーツの面白さに目覚め、高飛びの大会で助っ人を頼まれた陸上部へ入部するためにバレー部をあっさりと退部し、大会が終了したあとはまた入部するなど天然の気がある。いつも突っかかって喧嘩を売ってくるため、あかりのことは嫌な奴だと思っているらしい。
マネージャー
奈美丘中学バレー部のマネージャー。いつも制服姿で長袖のワイシャツを腕まくりしている男子生徒。
誰にでも敬語を使い、いつも飄々としている謎の人物。「バレーが好きで女の子も好きだから」という理由で女子バレー部のマネージャーをしていると語っている。また、ダジャレが大好きで、深刻な場面でもダジャレを連発してはあかりにツッコミを入れられている。最近足に魚の目が出来たことと、体毛が薄く将来的にハゲる可能性があることが目下の悩み。
バレーの知識は豊富で部員に的確なアドバイスを授けられる他、実演して指導出来るほどにバレーが上手い。あかりとゆうきの才能をいち早く見抜き、あかりにセッターへの転向と、アタッカーの経験を生かしたゆうきへのバレーの指導を勧める。
長らく謎の人物だったが、本名は伊集院 正人（いじゅういん まさと）で、1年前までは有名な天才セッターだったことが判明。生まれつき喘息を患い、練習にはほとんど出られないにも関わらず試合に出ていたことを心苦しく感じて選手を辞め、マネージャーとしてバレーに関わることを選ぶ。
伊集院 礼子（いじゅういん れいこ）
奈美丘中学バレー部の部長。弱小バレー部をあかりとゆうきの力で強化することを目論む。
おしとやかで丁寧な言葉遣いをするお嬢様。常に笑顔を絶やさずおっとりしているが、笑顔でプレッシャーをかけてくるという一面も。来客のもてなしにはカルピスを出すというこだわりがある。セーラー学園の大手門しずかとはライバル同士で、いつも張り合っている。
マネージャーといつも一緒に帰っており、喘息の発作を起こしているマネージャーの服を脱がせていたところを見たあかりからマネージャーとの仲を疑われるが、実はマネージャーとは実の姉弟だった。
大手門 しずか（おおてもん しずか）
バレーの全国大会常連の強豪チーム、セーラー学園バレー部の部長。お嬢様のようで、丁寧な言葉遣いをしている。
礼子とはライバル同士で、ことあるごとに張り合っている。
工藤 あずさ（くどう あずさ）
番外編「とびいりタイフーン」に登場した、奈美丘中学バレー部の新入部員。県大会で優勝したバレー部の活躍を知って入部する。
小学校時代にバレー経験があり、ポジションはセッター。喘息だったので今まで入部が出来なかったと嘘をついて部員の同情を買う。ポジション争いをするあかりを疎ましく思い、あかりにいじめを受けているとまわりに触れ回ってあかりを孤立に追い込む。
あかりや部員達と和解した後は心を入れ替えるが、謙遜しているつもりで部員達を馬鹿にするなど、自覚はないが少し無神経な性格の様子。

## 書誌情報
- おおばやしみゆき『アタック★オン』小学館〈ちゃおフラワーコミックス〉全2巻
  1. 1996年11月発売[1]、ISBN 4-09-136494-2
    - 読切「3分間のシンデレラ」併録。

  2. 1997年2月発売[2]、ISBN 4-09-136495-0
    - 読切「とびいりタイフーン」併録。